# Тарган (село)
Тарга́н — село в Україні, у Володарській селищній громаді Білоцерківського району Київської області. Населення становить 559 осіб.
Село постраждало внаслідок геноциду українського народу, проведеного окупаційним урядом СССР 1932—1933 та 1946—1947. Село відоме тим, що ще за комуністичних часів наприкінці 1980-х мешканці села самостійно встановили пам'ятник жертвам Голодомору — 360 односельцям. Це був перший подібний пам'ятник на території України.

## Історія
Назва походить від назви річки Тарганка. За переказом, козаки зненацька напали на військо татар, що стояло на іншому березі річки, «таранило» військо. Так річку назвали Тарган, а згодом Тарганка.
З 1917 року — у складі УНР. Після 1918 року у вирі партизанського опору російсько-більшовицькій окупації. Як помста — терор голодом. Проте селяни організували асиметричний опір Голодомору, що дало змогу істотно мінімізувати втрати. Хоча й без до того підтверджена кількість убитих комуністами — 360 осіб.
Восени 1941 року сталіністів вигнали із села. 1943 — сталіністи повернулися.

## Населення

### Мова
Розподіл населення за рідною мовою за даними перепису 2001 року:
| Мова       | Кількість | Відсоток |
| ---------- | --------- | -------- |
| українська | 558       | 99.82%   |
| румунська  | 1         | 0.18%    |
| Усього     | 559       | 100%     |

## Видатні люди
- Бабенко Андрій — допомагав пережити Голодомор 1932—1933 голодуючим.
- Бесараб Петро — допомагав пережити Голодомор 1932—1933 голодуючим.
- Махінчук Микола Гаврилович (1944) — український поет, прозаїк, публіцист, журналіст і краєзнавець. Заслужений журналіст України, член НСПУ.
- Соловей Пилип Артемович — перебуваючи на посаді голови колгоспу, організував громадське харчування у селі, чим допомагав пережити Голодомор 1932—1933 голодуючим[2].